# Tourteau (crabe)
Pour les articles homonymes, voir tourteau.
Taxons concernés
Plusieurs espèces du genre :
- Cancermodifier

Tourteau  (de l'ancien français tort, « tordu, en biais », en référence à la marche en crabe sur le côté, ou par analogie de forme ou couleur avec la tourte qui vient de sortir du four,) est le nom vernaculaire de plusieurs espèces de crabes du genre Cancer :
- tourteau jona (Cancer borealis)
- tourteau poïnclos (Cancer irroratus)
- tourteau commun (Cancer pagurus)
- tourteau rouge du Pacifique (Cancer productus)